# Гагарина, Рема Григорьевна
Рема Григорьевна Гагарина (4 июня 1935 — 15 октября 2001) — советская спортсменка (русские шашки). Мастер спорта СССР по шашкам. Выступала за «Локомотив» (Москва). 2-й призёр чемпионата СССР (1964) в составе «Локомотива» (Москва). Обладатель Кубка СССР (1978) в составе команды Москвы. Многократная финалистка СССР. Лучшие результаты: 2-й призёр (Уфа, 1964; Одесса, 1975; Андижан, 1982), 3-й призёр (Нальчик, 1965; Ереван, 1978). Призёр Чемпионата Москвы.
Десятикратная Чемпионка Москвы (1964, 1968, 1974, 1978, 1980, 1982, 1993, 1994, 1997, 2001). Чемпион ВС ДСО Профсоюзов СССР (Даугавпилс, 1975). 3-кратный чемпион ЦС ДСО «Локомотив».

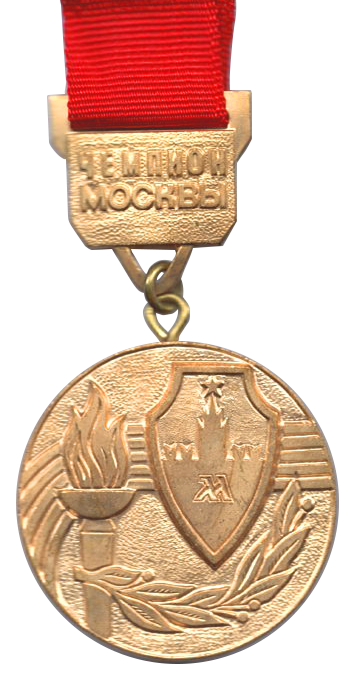
Золотая медаль Чемпионата Москвы, СССР
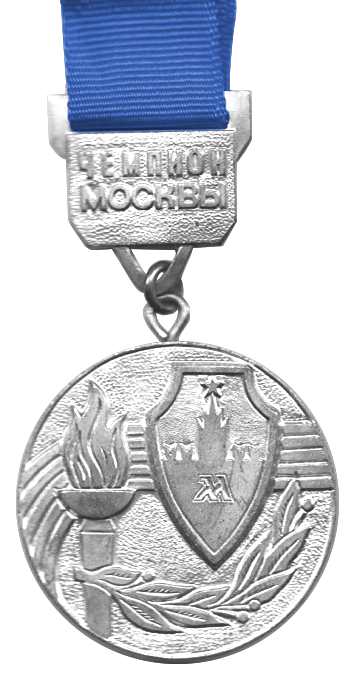
Серебряная медаль Чемпионата Москвы, СССР

## Семья
Муж — мастер спорта по шашкам Владимир Васильевич Гагарин (1931—2008), сын — международный мастер по шахматам Василий Гагарин.
Скончалась 15 октября 2001 года. Похоронена на Кузьминском кладбище в Москве.

## Память
В память о супругах Гагариных проводится в Москве Мемориал мастеров Гагариных